# Is It Love (Loreen)
"Is It Love" is een nummer van de Zweedse zangeres Loreen, dat op 13 oktober 2023 als single werd uitgebracht door Universal Music. Het nummer gaat over de dualiteit in liefde en leven. In de Nederlandse Top 40 piekte het nummer op positie 6 en in de Vlaamse Ultratop 50 op 7. Op 27 oktober 2023 werd "Is It Love" gekozen als Alarmschijf door Qmusic.

## Videoclip
De bijbehorende videoclip verscheen op 26 oktober 2023 en is geregisseerd door Moncef Henaien. De opnames vonden plaats in de Tunesische woestijn.

## Personeel
- Loreen – Zang
- Oskar Ericsson – Akoestische gitaar
- Karl Ivert & Kian Sang – Elektrische gitaar
- Julianne Touma & Rami Yacoub – Elektronisch blaasinstrument (Windcontroller)
- Albin Nedler – Achtergrondzang
- Alex Strehl – A&R
- Josh Gudwin – Ingenieur
- Randy Merrill – Mastering
- Rami Yacoub – Producer

## Hitlijsten

### Nederlandse Top 40
| Hitnotering: 04-11-2023 t/m 23-03-2024 | Hitnotering: 04-11-2023 t/m 23-03-2024 | Hitnotering: 04-11-2023 t/m 23-03-2024 | Hitnotering: 04-11-2023 t/m 23-03-2024 | Hitnotering: 04-11-2023 t/m 23-03-2024 | Hitnotering: 04-11-2023 t/m 23-03-2024 | Hitnotering: 04-11-2023 t/m 23-03-2024 | Hitnotering: 04-11-2023 t/m 23-03-2024 | Hitnotering: 04-11-2023 t/m 23-03-2024 | Hitnotering: 04-11-2023 t/m 23-03-2024 | Hitnotering: 04-11-2023 t/m 23-03-2024 | Hitnotering: 04-11-2023 t/m 23-03-2024 | Hitnotering: 04-11-2023 t/m 23-03-2024 | Hitnotering: 04-11-2023 t/m 23-03-2024 | Hitnotering: 04-11-2023 t/m 23-03-2024 | Hitnotering: 04-11-2023 t/m 23-03-2024 | Hitnotering: 04-11-2023 t/m 23-03-2024 | Hitnotering: 04-11-2023 t/m 23-03-2024 | Hitnotering: 04-11-2023 t/m 23-03-2024 | Hitnotering: 04-11-2023 t/m 23-03-2024 | Hitnotering: 04-11-2023 t/m 23-03-2024 |
| Week:                                  | 1                                      | 2                                      | 3                                      | 4                                      | 5                                      | 6                                      | 7                                      | 8                                      | 9                                      | 10                                     | 11                                     | 12                                     | 13                                     | 14                                     | 15                                     | 16                                     | 17                                     | 18                                     | 19                                     | 20                                     |
| -------------------------------------- | -------------------------------------- | -------------------------------------- | -------------------------------------- | -------------------------------------- | -------------------------------------- | -------------------------------------- | -------------------------------------- | -------------------------------------- | -------------------------------------- | -------------------------------------- | -------------------------------------- | -------------------------------------- | -------------------------------------- | -------------------------------------- | -------------------------------------- | -------------------------------------- | -------------------------------------- | -------------------------------------- | -------------------------------------- | -------------------------------------- |
| Positie:                               | 36                                     | 27                                     | 26                                     | 26                                     | 29                                     | 25                                     | 25                                     | 21                                     | 12                                     | 10                                     | 9                                      | 8                                      | 12                                     | 12                                     | 10                                     | 6                                      | 7                                      | 10                                     | 12                                     | 16                                     |
| Week:                                  | 21                                     |                                        |                                        |                                        |                                        |                                        |                                        |                                        |                                        |                                        |                                        |                                        |                                        |                                        |                                        |                                        |                                        |                                        |                                        |                                        |
| Positie:                               | 33                                     | uit                                    |                                        |                                        |                                        |                                        |                                        |                                        |                                        |                                        |                                        |                                        |                                        |                                        |                                        |                                        |                                        |                                        |                                        |                                        |

### NederlandseSingle Top 100
| Hitnotering: (Week 1 t/m 3) 18-11-2023 t/m 02-12-2023 Hitnotering: (Week 4) 16-12-2023 Hitnotering: (Week 5 t/m 17) 06-01-2024 t/m 30-03-2024 | Hitnotering: (Week 1 t/m 3) 18-11-2023 t/m 02-12-2023 Hitnotering: (Week 4) 16-12-2023 Hitnotering: (Week 5 t/m 17) 06-01-2024 t/m 30-03-2024 | Hitnotering: (Week 1 t/m 3) 18-11-2023 t/m 02-12-2023 Hitnotering: (Week 4) 16-12-2023 Hitnotering: (Week 5 t/m 17) 06-01-2024 t/m 30-03-2024 | Hitnotering: (Week 1 t/m 3) 18-11-2023 t/m 02-12-2023 Hitnotering: (Week 4) 16-12-2023 Hitnotering: (Week 5 t/m 17) 06-01-2024 t/m 30-03-2024 | Hitnotering: (Week 1 t/m 3) 18-11-2023 t/m 02-12-2023 Hitnotering: (Week 4) 16-12-2023 Hitnotering: (Week 5 t/m 17) 06-01-2024 t/m 30-03-2024 | Hitnotering: (Week 1 t/m 3) 18-11-2023 t/m 02-12-2023 Hitnotering: (Week 4) 16-12-2023 Hitnotering: (Week 5 t/m 17) 06-01-2024 t/m 30-03-2024 | Hitnotering: (Week 1 t/m 3) 18-11-2023 t/m 02-12-2023 Hitnotering: (Week 4) 16-12-2023 Hitnotering: (Week 5 t/m 17) 06-01-2024 t/m 30-03-2024 | Hitnotering: (Week 1 t/m 3) 18-11-2023 t/m 02-12-2023 Hitnotering: (Week 4) 16-12-2023 Hitnotering: (Week 5 t/m 17) 06-01-2024 t/m 30-03-2024 | Hitnotering: (Week 1 t/m 3) 18-11-2023 t/m 02-12-2023 Hitnotering: (Week 4) 16-12-2023 Hitnotering: (Week 5 t/m 17) 06-01-2024 t/m 30-03-2024 | Hitnotering: (Week 1 t/m 3) 18-11-2023 t/m 02-12-2023 Hitnotering: (Week 4) 16-12-2023 Hitnotering: (Week 5 t/m 17) 06-01-2024 t/m 30-03-2024 | Hitnotering: (Week 1 t/m 3) 18-11-2023 t/m 02-12-2023 Hitnotering: (Week 4) 16-12-2023 Hitnotering: (Week 5 t/m 17) 06-01-2024 t/m 30-03-2024 | Hitnotering: (Week 1 t/m 3) 18-11-2023 t/m 02-12-2023 Hitnotering: (Week 4) 16-12-2023 Hitnotering: (Week 5 t/m 17) 06-01-2024 t/m 30-03-2024 | Hitnotering: (Week 1 t/m 3) 18-11-2023 t/m 02-12-2023 Hitnotering: (Week 4) 16-12-2023 Hitnotering: (Week 5 t/m 17) 06-01-2024 t/m 30-03-2024 | Hitnotering: (Week 1 t/m 3) 18-11-2023 t/m 02-12-2023 Hitnotering: (Week 4) 16-12-2023 Hitnotering: (Week 5 t/m 17) 06-01-2024 t/m 30-03-2024 | Hitnotering: (Week 1 t/m 3) 18-11-2023 t/m 02-12-2023 Hitnotering: (Week 4) 16-12-2023 Hitnotering: (Week 5 t/m 17) 06-01-2024 t/m 30-03-2024 | Hitnotering: (Week 1 t/m 3) 18-11-2023 t/m 02-12-2023 Hitnotering: (Week 4) 16-12-2023 Hitnotering: (Week 5 t/m 17) 06-01-2024 t/m 30-03-2024 | Hitnotering: (Week 1 t/m 3) 18-11-2023 t/m 02-12-2023 Hitnotering: (Week 4) 16-12-2023 Hitnotering: (Week 5 t/m 17) 06-01-2024 t/m 30-03-2024 | Hitnotering: (Week 1 t/m 3) 18-11-2023 t/m 02-12-2023 Hitnotering: (Week 4) 16-12-2023 Hitnotering: (Week 5 t/m 17) 06-01-2024 t/m 30-03-2024 | Hitnotering: (Week 1 t/m 3) 18-11-2023 t/m 02-12-2023 Hitnotering: (Week 4) 16-12-2023 Hitnotering: (Week 5 t/m 17) 06-01-2024 t/m 30-03-2024 | Hitnotering: (Week 1 t/m 3) 18-11-2023 t/m 02-12-2023 Hitnotering: (Week 4) 16-12-2023 Hitnotering: (Week 5 t/m 17) 06-01-2024 t/m 30-03-2024 | Hitnotering: (Week 1 t/m 3) 18-11-2023 t/m 02-12-2023 Hitnotering: (Week 4) 16-12-2023 Hitnotering: (Week 5 t/m 17) 06-01-2024 t/m 30-03-2024 |
| Week: | 1 | 2 | 3 | | 4 | | 5 | 6 | 7 | 8 | 9 | 10 | 11 | 12 | 13 | 14 | 15 | 16 | 17 | |
| --- | --- | --- | --- | --- | --- | --- | --- | --- | --- | --- | --- | --- | --- | --- | --- | --- | --- | --- | --- | --- |
| Positie: | 84 | 70 | 77 | uit | 98 | uit | 51 | 34 | 37 | 33 | 37 | 36 | 38 | 37 | 38 | 44 | 47 | 52 | 64 | uit |

### VlaamseUltratop 50
| Hitnotering: 04-11-2023 t/m 20-04-2024 | Hitnotering: 04-11-2023 t/m 20-04-2024 | Hitnotering: 04-11-2023 t/m 20-04-2024 | Hitnotering: 04-11-2023 t/m 20-04-2024 | Hitnotering: 04-11-2023 t/m 20-04-2024 | Hitnotering: 04-11-2023 t/m 20-04-2024 | Hitnotering: 04-11-2023 t/m 20-04-2024 | Hitnotering: 04-11-2023 t/m 20-04-2024 | Hitnotering: 04-11-2023 t/m 20-04-2024 | Hitnotering: 04-11-2023 t/m 20-04-2024 | Hitnotering: 04-11-2023 t/m 20-04-2024 | Hitnotering: 04-11-2023 t/m 20-04-2024 | Hitnotering: 04-11-2023 t/m 20-04-2024 | Hitnotering: 04-11-2023 t/m 20-04-2024 | Hitnotering: 04-11-2023 t/m 20-04-2024 | Hitnotering: 04-11-2023 t/m 20-04-2024 | Hitnotering: 04-11-2023 t/m 20-04-2024 | Hitnotering: 04-11-2023 t/m 20-04-2024 | Hitnotering: 04-11-2023 t/m 20-04-2024 | Hitnotering: 04-11-2023 t/m 20-04-2024 | Hitnotering: 04-11-2023 t/m 20-04-2024 |
| Week:                                  | 1                                      | 2                                      | 3                                      | 4                                      | 5                                      | 6                                      | 7                                      | 8                                      | 9                                      | 10                                     | 11                                     | 12                                     | 13                                     | 14                                     | 15                                     | 16                                     | 17                                     | 18                                     | 19                                     | 20                                     |
| -------------------------------------- | -------------------------------------- | -------------------------------------- | -------------------------------------- | -------------------------------------- | -------------------------------------- | -------------------------------------- | -------------------------------------- | -------------------------------------- | -------------------------------------- | -------------------------------------- | -------------------------------------- | -------------------------------------- | -------------------------------------- | -------------------------------------- | -------------------------------------- | -------------------------------------- | -------------------------------------- | -------------------------------------- | -------------------------------------- | -------------------------------------- |
| Positie:                               | 49                                     | 32                                     | 41                                     | 39                                     | 28                                     | 21                                     | 21                                     | 23                                     | 46                                     | 23                                     | 25                                     | 18                                     | 13                                     | 20                                     | 13                                     | 7                                      | 14                                     | 17                                     | 14                                     | 24                                     |
| Week:                                  | 21                                     | 22                                     | 23                                     | 24                                     | 25                                     |                                        |                                        |                                        |                                        |                                        |                                        |                                        |                                        |                                        |                                        |                                        |                                        |                                        |                                        |                                        |
| Positie:                               | 24                                     | 27                                     | 37                                     | 35                                     | 39                                     | uit                                    |                                        |                                        |                                        |                                        |                                        |                                        |                                        |                                        |                                        |                                        |                                        |                                        |                                        |                                        |